# Mausolée Sultaniyya
 (mars 2024).
La  Mausolée Sultaniyya est un mausolée mamelouk au Caire en Égypte. Il est attribué à la mère du sultan  An-Nâsir al-Hasan. L’édifice fut complété dans les années 1950s.
Ahmad al-Maqrîzî décrivit ce monument.

## Voir également
- Architecture mamelouke

## Référence
- (en) D. Behrens-Abouseif, Cairo of the Mamluks, Ed. I.B.Tauris, 2007, p. 215.